# Valerio y Rufino
Valerio y Rufino (d. 287 AD) son venerados como santos cristianos y mártires. La leyenda establece que eran recaudadores de impuestos en Soissons que abrazaron el cristianimso. Fueron detenidos por orden de Rictius Varus, el praefectus-praetorii Gaul. Los dos santos se escondieron pero fueron capturados, torturados y decapitados en el camino a Soissons.